# Wacław Jełowicki
Wacław Jełowicki, właściwie Wacław Bożeniec-Jełowicki, herbu własnego (ur. w Łanowcach na Wołyniu w 1778, zm. pod Majdanem 23 maja 1831) – ziemianin, marszałek ziemi podolskiej, powstaniec.

## Życiorys
Pochodził z rodziny magnackiej, niegdyś kniaziów ruskich, którzy po walkach z Tatarami w XV w., przeszli z prawosławia na katolicyzm. Drugi syn z czworga dzieci Michała i Franciszki z Izdebskich, urodził się jeszcze na Wołyniu, zanim rodzina straciła swe dobra w czasie rozbiorów i przeniosła się na Podole. Rodzeństwem byli Józefa, szambelanowa Jaroszyńska, Konstantyn i Stefan. Nauki pobierał z braćmi we Lwowie. Po studiach zajmował się rozległym majątkiem i rolą. Ok. 1800 r. zawarł małżeństwo z Honoratą z Jaroszyńskich. Mieli czwórkę dzieci: Edwarda, Aleksandra, Eustachego i Hortensję za Piotrem Sobańskim. Przez 30 lat służył jako marszałek powiatu. Cieszył się dobrą opinią w okolicy jako wzorowy obywatel, pieczołowity ojciec i szlachcic z dowcipem. Kiedy w 1818 r. był w Sankt Petersburgu dla interesów, opowiada Felix Wrotnowski:
heroldya zasiadała nad rozbiorem wywodów szlachty prowincji naszych, proponowano mu, żeby się legitymował jako potomek książąt ruskich, oświadczając, iż to bardzo łatwo okazane bydź może. Odpowiedział wtenczas: „wolę bydź dobrym szlachcicem jak k...skim książęciem,„ -- I w istocie był najlepszym szlachcicem, najlepszym patryotą polskim.

## Powstanie Listopadowe
Pora powstania nadeszła na ziemiach wschodnich na wiosnę 1831 r. Wrotnowski pisze dalej:
W gronie trzech synów otoczony powszechnem zaufaniem stanął wśród zmawiających się jak stanąć pod bronią. -- Przez cały czas narad w Hubniku, jego wziętość była najcelniejszem ogniwem garnących się tu obywateli ... Skoro zbliżał się czas powstania, synowie chcieli go usunąć od trudów uciążliwych podeszłemu wiekowi.
Synowie zataili termin zbiórki, ale mimo tego zjawił się w obozie w drodze do Krasnosiółki. Synowie nie zdołali go przebłagać, aby oni byli jego zastępcami. Przyjaciołom powiedział: Ja sam szukam zaszczytu umrzeć za ojczyznę. Walczył dzielnie aż pod Daszów. Koło Majdana kiedy spotkał ich nieprzyjacielski odwrót, wysłał najmłodszego syna z pomocą do braci. Jak wrócił syn w stronę ojca już go nie odnalazł.

## Rodzina

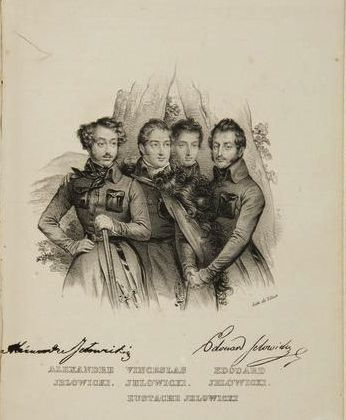
od lewej Aleksander, Wacław, Eustachy i Edward Jełowiccy
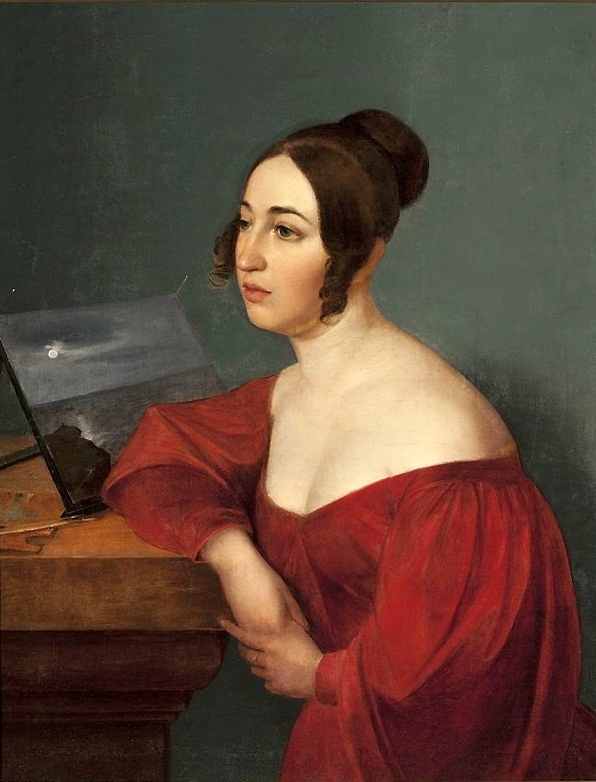
Stattler Hortensja z Jełowickich Sobańska